# Internacional de Maracaibo Fútbol Club
Internacional de Maracaibo Fútbol Club fue un equipo de fútbol venezolano, establecido en Maracaibo, estado Zulia, fundado en 2010, que participó en la Tercera División de Venezuela.

## Historia
Tras competir a nivel regional, hace su debut en la Tercera División Venezolana 2010/11, que comenzó con el Torneo Apertura 2010, donde el cuadro marabino compitió en el Grupo Occidental II junto a rivales como Defensores de Monay FC y Policía De Lara FC. Un semestre de debut bastante complicado, obteniendo una sola victoria, y un total de 6 derrotas en todo el semestre, siendo una de ellas ante Alianza Zuliana FC con marcador de 3-0, en condición de visitante. Finalizó en la última posición de grupo con sólo 4 puntos tras 8 fechas disputadas. Para el Clausura 2011, el rendimiento futbolístico siguió siendo muy bajo, terminando el torneo, al igual que el Apertura, en la última casilla de grupo, con 4 unidades nuevamente.
Participó en la Tercera División Venezolana 2012, en el Torneo Nivelación 2012, formando parte del Grupo Occidental II, que compartió con el Internacional de Lara FC y el también equipo marabino, Casa D'Italia FC. Finalizó en la cuarta posición de grupo, tras sumar 13 unidades en todo el semestre, una de ellas obtenida ante el Unión Atlético Monay, en condición de visitante, tras un empate a cero goles. La Tercera División Venezolana 2012/13 inició con la disputa de Apertura 2012, donde InterMaracaibo compartió grupo con la mayoría de los rivales a los cuales había enfrentado el semestre anterior. Logró obtener un empate a 1 gol con el Unión Deportivo Guajira en condición de visitante, otro empate a un gol por bando ante Casa D'Italia FC, en la Jornada 3 y una sonora goleada de 5-0, en condición de local ante Casa D'Italia FC en la Jornada 6 del torneo. Finalizó el semestre en la segunda posición de grupo tras lograr 18 puntos, clasificando al Torneo de Promoción y Permanencia 2013, el semestre más exitoso en la corta historia del club en los torneos profesionales de FVF. En dicho torneo, compartió el Grupo Occidental con rivales como el Club Deportivo San Antonio, ULA FC y el Unión Atlético Alto Apure. Con un comienzo accidentado, tras 4 jornadas disputadas y antes del comienzo de la jornada 5, el equipo anuncia, en su cuenta oficial de Facebook, el 17 de marzo de 2013, que decide retirarse del torneo por tener problemas económicos, y evitar la desaparición de la franquicia, siendo esta la última incursión del club hasta el momento en la tercera categoría del balompié venezolano.